# Delia setigera
Delia setigera är en tvåvingeart som först beskrevs av Stein 1920.  Delia setigera ingår i släktet Delia och familjen blomsterflugor. Arten är reproducerande i Sverige. Inga underarter finns listade i Catalogue of Life.